# Lacinularia ismailoviensis
Lacinularia ismailoviensis är en hjuldjursart som först beskrevs av Poggenpol 1872.  Lacinularia ismailoviensis ingår i släktet Lacinularia och familjen Flosculariidae. Inga underarter finns listade i Catalogue of Life.